# 이자와 미카코
이자와 미카코(일본어: 井澤 美香子 いざわ みかこ[*], 1994년 9월 6일 ~ )는 일본의 성우이다. 사이타마현 출신. 소니 뮤직 아티스트 소속.

## 주요 출연작

### TV 애니메이션
- 평범한 여고생이 지역 아이돌을 해 보았다 - 카시와바 사츠키
- 아마기 브릴리언트 파크 - 테라노 무츠미, 유치원 생 중 한 명
- 던전에서 만남을 추구하면 안 되는 걸까 - 여신
- 헬로!! 금빛 모자이크 - 여학생
- 영감! - 화장실의 하나코상
- 와카바*걸 - 토키타 모에코
- 투 러브 트러블 다크니스 - 여자아이
- 발키리 드라이브 머메이드 - 토코노메 마모리
- 12세 - 온다 미코
- 소년 메이드 - 노무라 유우, 개 키우는 여성
- 가브릴 드롭아웃 - 떠돌이 개, 타나카
- 코믹 걸즈 - 여고생
- 아니마 옐! - 사와타리 우키
- 어설트 릴리 BOUQUET - 카에데 J 누벨

### 극장판 애니메이션
- 흑의 서 -크로노스- - 여학생
- 그리자이아: 팬텀 트리거 01. 소드 - 아리사카 시오리
- 그리자이아: 팬텀 트리거 02. 소울 스피드 - 아리사카 시오리
- 그리자이아: 팬텀 트리거 03. 스타게이저 - 아리사카 시오리

### 게임
- 그리자이아 팬텀 트리거 - 아리사카 시오리
- 동방 캐논볼 - 레티 화이트락
- 로얄 프레시 히어로즈 - 이세루나 캄, 리딜
- 벽람항로 - 넵튠
- 소멸도시2 - 미라이
- 슈팅 걸 - 하나후사 카즈하
- 신격의 바하무트 - 칼미아
- 아니 메이터 - 토코노메 마모리
- 어설트 릴리 Last Bullet - 카에데 J 누벨
- 우리 공주님이 제일 귀여워 - 금붕어공주 아우라
- 월드 오브 워쉽 - 넵튠
- 크로노 드래곤 7개의 빛과 태초의 나무 - 아처
- 키라라 판타지아 - 사와타리 우키
- 헤븐 번즈 레드 - 쿠라 사토미
- 히어로즈 프레이스멘트 - urato, 오우 코마치, 코이데 겐키 등